# Samsung SGH-I900 Omnia
Samsung SGH-I900 Omnia – telefon komórkowy serii Samsung Omnia.
Został wykonany jako konkurent iPhone. Różni się głównie rozdzielczością aparatu i Javą.

## Dane
- Sieci: GSM, GPRS, EDGE, UMTS, HSDPA, Wifi
- GPS
- Radio z RDS
- Aparat: rozpoznawanie twarzy, uśmiechu, stabilizacja obrazu, geotagging
- Pamięć: 8GB wbudowana + karta pamięci do 32 GB
- wideo: DivX, XviD, H.263, H.264, WMV, MP4
- dźwięk:, MP3, AAC, AAC+, WMA, OGG, AMR